# Aja Evans
Aja Evans (ur. 12 maja 1988 w Chicago) – amerykańska bobsleistka.

## Życiorys
Największy sukces w karierze osiągnęła w 2014 roku, kiedy podczas igrzysk olimpijskich w Soczi wspólnie z Jamie Greubel wywalczyła brązowy medal w dwójkach. Nie startowała na mistrzostwach świata. Początkowo uprawiała lekkoatletykę oraz pchnięcie kulą, na bobslejach skoncentrowała się od 2008 roku.